# Bryggerens Datter
Bryggerens Datter er en dansk stum dramafilm fra 1912 produceret af Det Skandinavisk-Russiske Handelshus og instrueret af Rasmus Ottesen efter manuskript af Carl Th. Dreyer og Viggo Cavling.
Filmen havde dansk premiere den 9. august 1912 i Victoria-Teatret.

## Handling
Den gamle brygger Steffensen har kun to passioner: bryggeriet, der er gået i arv til ham fra slægt til slægt, og hvis traditioner han derfor holder højt, og datteren, hvis yndige ansigt er det udtrykte billede af hans afdøde hustru. Bryggeren inviterer sin brygmester til et selskab, der om aftenen skal finde sted i bryggerens villa. Brygmesteren og bryggerens datter går efter et spil tennis hver til sit for at klæde om til selskabet om aftenen. Under selskabet benytter brygmesteren en lejlighed til et frieri til bryggerens datter, men hun er i mellemtiden blevet mere interesseret i en ung bryggerimedarbejder. 
Brygmesteren går forbitret fra selskabet, og i et efterfølgende klammeri med sin tidligere elskerinde får han startet en brand på bryggeriet, som han nu beskylder den unge bryggerimedarbejder, som bryggerens datter er forelsket i, for at have startet. Imidlertid bringes der et indicium til veje, der skal blive fældende for ham, der er den virkelige årsag til branden. På gerningsstedet findes et tørklæde, der kan sættes i forbindelse med brandstifteren. Bryggerens datter, der ikke tror på arbejderens skyld, kommer til stedet med en politihund, og snart finder politiet det rigtigst at bemægtige sig brygmesterens person.
Men det lykkes brygmesteren at flygte, og nu starter en hektisk jagt, først i biler, så til havs og hest og siden op i en kæmpe-attrap i form af en hushøj flaske. Brygmesteren løber op i flasken, fra hvis øverste platform han kaster et tov ud, og han firer sig ned til jorden. Men politiet har været hurtigere, og da han når jorden, sker retfærdighed fyldest. Historien får et kønt og glædeligt efterspil, da den unge bryggeriarbejder får bryggerens datter til ægte.

## Medvirkende
- Olaf Fønss - Erik Holk, bryggeriarbejder
- Rasmus Ottesen - I.M. Steffensen, bryggeriejer
- Emilie Sannom - Emma, bryggeriejerens datter
- Richard Jensen - Otto Schultz, inspektør på bryggeriet
- Jacoba Jessen - Bryggeriarbejderske
- Wanda Mathiesen - Varietédanserinde
- Elna Panduro - Danserinde
- Peter S. Andersen - Politiagent
- Stella Lind - Medvirkende
- Tippe Lumbye - Medvirkende